# Tau7 Serpentis
Título a ser usado para criar uma ligação interna é Tau7 Serpentis.
Tau7 Serpentis (22 Serpentis) é uma estrela na direção da constelação de Serpens. Possui uma ascensão reta de 15h 41m 54.76s e uma declinação de +18° 27′ 50.0″. Sua magnitude aparente é igual a 5.80. Considerando sua distância de 174 anos-luz em relação à Terra, sua magnitude absoluta é igual a 2.17. Pertence à classe espectral A2m.